# ديد رينغرز (فلم)
ديد رينغرز هو فيلم إثارة نفسية كندي أمريكي عُرض عام 1988 وهو بطولة جيرمي أيرونز الذي لعب دور شخصيتي توأم حقيقي كطبيبي نسائية. أخرج ديفد كروننبرغ الفيلم وشارك في كتابة السيناريو مع نورمان سنيدر. كان نصهم مبني على حياة ستيوارت وسيريل ماركوس وعلى رواية التوأم (توينز) لباري وود وجاك جيسلاند، وهي نسخة «خيالية للغاية» من قصة الأخوين ماركوس.
حاز الفيلم على عدة جوائز، منها ربحها أيرونز على أدائه، وجوائز جيني العاشرة، منها جائزة أفضل فيلم. صنّفه نقاد مهرجان تورونتو السينمائي الدولي بين أفضل 10 أفلام كندية في التاريخ.

## الحبكة
إليوت وبيفرلي مانتل هما توءمان وطبيبان نسائيان يشتركان في إجرائهما عمليات سريرية ناجحة للغاية في تورونتو متخصصة في علاج مشاكل الخصوبة لدى الإناث. إليوت، الأخ الأناني والواثق من نفسه، يغوي النساء اللواتي يأتين إلى عيادة مانتل. وعندما يسأم منهن، يرسلهن إلى بيفرلي الخجول والهادئ، بينما تظل النساء غير مدركات لعملية التبديل.
تأتي الممثلة، كلير نيفو، إلى العيادة لعلاج حالة عقم. يتضح أن كلير تملك «عنق رحم ثلاثي التشعب»، ما يعني أنها قد لا تكون قادرة على إنجاب أطفال. يغوي إليوت كلير ثم يشجع بيفرلي على ممارسة الجنس معها. لكن بيفرلي يتعلق بكلير، ما يزعزع العلاقة بين التوأمين. يبدأ بيفرلي أيضًا بمشاركة كلير في إساءة تعاطي الأدوية الطبية الموصوفة، والتي يحصل عليها من خلال استغلال سلطته كطبيب. عندما تعلم كلير أن إليوت استغلها جنسياً من خلال انتحال شخصية بيفرلي، تغضب وتواجههما في حانة، لكنها تقرر لاحقًا مواصلة علاقتها مع بيفرلي فقط.
في النهاية، تغادر كلير المدينة للعمل على فيلم آخر. ما يسبب إصابة بيفرلي بالاكتئاب السريري، ويدفعه لتعاطي المزيد من الأدوية الموصوفة، وتراوده أوهام ارتيابية حول «نساء مشوهات» يملكن أعضاء تناسلية غير طبيعية. يبحث بيفرلي عن الفنان وعالم الفلزات أندرز ووليك ويطلب منه مجموعة غريبة من «الأدوات التي تستخدم في طب النسائية» لتطبيقها على هؤلاء النساء المشوهات. بعد اعتداء بيفرلي على مريض أثناء الجراحة باستخدام إحدى أدوات ووليك، يُطرد الشقيقان على الفور من العمل ويضعهما مجلس المستشفى ضمن إجازة إدارية.
بعد انهيار مهنتهما الطبية، يحبس إليوت بيفرلي داخل العيادة ويحاول أن يساعده في الإقلاع عن تعاطي المخدرات ويأخذ الحبوب بنفسه من أجل «التزامن» مع بيفرلي. عندما تعود كلير، يغادر بيفرلي العيادة ليكون معها. بعد تعافيه من الإدمان، يشعر بالقلق إزاء شقيقه، ويعود إلى العيادة. هناك يجد العيادة في حالة من الخراب ويجد إيليوت يائسًا ومنتشيًا. تتعاكس أدوارهما إذ يصبح بيفرلي يعتني بإليوت. يصبحان مخدرين ويائسين، ويحتفلان بعيد ميلادهما الوهمي ويتطوع إليوت أن يُقتل، من أجل «فصل التوأم المتلاصق» والسماح لبيفرلي أن يعيش حياته الخاصة. يحاول بيفرلي نزع أحشاء إليوت على طاولة الفحص بنفس أداة ووليك التي تشبه الكماشة والتي استخدمها سابقًا في الاعتداء على مريضه في غرفة العمليات.
في صباح اليوم التالي، يستيقظ بيفرلي، ويرى أنه قتل إليوت خلال هذيانهما الذي سببته المخدرات. يشعر إليوت بالإحباط، ثم يلملم نفسه ويغادر العيادة، ويتصل بكلير على هاتف عام. عندما تسأله «من المتكلم؟»، يترك بيفرلي الهاتف بصمت، ويعود إلى العيادة، ويموت (غالبًا من أعراض الانسحاب) في ذراعي إيليوت القتيل.

## الإنتاج
على الرغم من أن ديد رينغرز يتابع عن كثب قصة ستيوارت وسيريل ماركوس، يقول المخرج بيتر جريناواي إن كروننبرغ استفسر منه عن فيلمه أ زيد & تو ثوتس لمدة ساعتين قبل أن يقرر العمل على إنتاج ديد رينغرز بعد ثمانية أشهر.
ذكر أيرونز أن روبرت دي نيرو رفض دور الأخوين مانتل بسبب عدم ارتياحه للقصة ولفكرة تصوير أطباء النسائية، بينما رفض ويليام هورت الدور لأن «لعب دور واحد أمر صعب بما فيه الكفاية». أظهر هذا الفيلم لأول مرة على الشاشة الممثلة جيل هينيسي وشقيقتها التوأم جاكلين، اللتان لعبتا دور فتيات مومس من خلال الهاتف في أحد مشاهد الفيلم.
أُعطي أيرونز غرفتي ملابس مختلفتين مع مجموعتين من الأزياء للعب الدورين. لكن قال أيرونز «الهدف الأساسي من القصة هو أنه يجب ألا يستطيع المشاهد في بعض الأحيان التمييز بين الشخصيتين»، فاختار استخدام إحدى الغرفتين فقط وجمع بين عناصر الأزياء المختلفة المخصصة لشخصيات مختلفة. اعتمد أيرونز أيضًا «طريقة داخلية» لتصوير كل شخصية، باستخدام تقنية ألكسندرلـ «نقاط الطاقة المختلفة»، مع إعطاء كل شخصية مظهرها الخاص.
صُور مشهد حلم ثانٍ يظهر توءمًا طفيليًا يخرج من معدة بيفرلي، لكن هذا المشهد لم يستخدم في النسخة النهائية.

## روابط خارجية
- مقالات تستعمل روابط فنية بلا صلة مع ويكي بيانات